# Martin Scorsese
Martin Charles Scorsese (New York, 17 novembre 1942) è un regista, produttore cinematografico, sceneggiatore e attore statunitense con cittadinanza italiana.

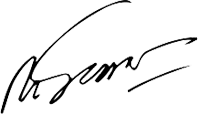
Firma di Martin Scorsese

Personalità rilevante della New Hollywood, è considerato uno dei più celebri e influenti registi nella storia del cinema. Temi centrali dei suoi film sono la violenza istintiva dell'uomo e il suo rapporto con la criminalità organizzata, il peccato e la religione, tutto ciò analizzato con uno stile che, spesso caratterizzato da sequenze virtuosistiche e violenza iperrealista, trae ispirazione dalla Nouvelle Vague francese, dal Neorealismo italiano e dal cinema indipendente di John Cassavetes.
Rilevanti nella sua carriera i sodalizi con Daniel Day-Lewis, Harvey Keitel, Joe Pesci e soprattutto con Robert De Niro e Leonardo DiCaprio, oltre che con il regista e sceneggiatore Paul Schrader, che ha scritto quattro suoi film (Taxi Driver, Toro scatenato, L'ultima tentazione di Cristo e Al di là della vita) e con la montatrice Thelma Schoonmaker, autrice del montaggio del suo primo lungometraggio a soggetto e poi sua collaboratrice fissa dal 1980 fino ad oggi. Tra i numerosi premi cinematografici ricevuti, l'Oscar alla miglior regia nel 2007 per The Departed - Il bene e il male, la Palma d'oro al Festival di Cannes nel 1976 per Taxi Driver, il Leone d'oro alla carriera al Festival del cinema di Venezia nel 1995, tre BAFTA e quattro Golden Globe (di cui uno alla carriera, nel 2010).

## Biografia

### Gli inizi
Scorsese nasce a Flushing, un quartiere del Queens (New York), il 17 novembre del 1942, figlio di Luciano Charles Scorsese, un lavandaio e attore, e di Catherine Cappa, una sarta e attrice, originari entrambi del Lower East Side di Manhattan. I nonni del regista, sia paterni sia materni, erano immigrati italiani originari rispettivamente di Polizzi Generosa e di Ciminna (entrambi comuni della provincia di Palermo), giunti negli Stati Uniti agli inizi del XX secolo. Il cognome originario della famiglia del regista era Scozzese, poi modificato in Scorsese per un errore di trascrizione in alcuni documenti.
Dopo i primi anni di vita trascorsi nel Queens, la famiglia Scorsese, in seguito a controversie con il proprietario della casa dove vivono in affitto, si vede costretta a tornare a Manhattan, presso Elizabeth Street, una delle vie principali della cosiddetta Little Italy, quartiere dove Scorsese vive una travagliata adolescenza a causa della sua forte asma e della sua piccola stazza, che non gli permettono di inserirsi nelle gang della zona.
Parallelamente a questa sua emarginazione sviluppa una passione per il cinema, in particolare quello neorealista e western, e una forte credenza religiosa, arrivando a dire che gli unici luoghi in cui si sentisse davvero a suo agio fossero la chiesa e il cinema. L'asma gli procurò non pochi problemi, impedendogli anche di praticare attività sportive. Non possedendo una cinepresa, il giovane Scorsese realizza storyboard di film immaginari fin dalla pre-adolescenza, mostrando i disegni solamente al suo migliore amico.
Verso il 1956 studia per diventare prete, ma cambia presto idea non riuscendo a conciliare la vita di religioso con i propri ritmi, e nel 1960 si iscrive al corso di cinematografia della New York University, dove dirige i suoi primi cortometraggi in 16 mm, tra cui La grande rasatura, simbolo per un'intera generazione di cineasti della New Hollywood, il quale è alla base di tutta la filmografia scorsesiana (i caratteri contenuti in questo cortometraggio saranno sempre presenti in tutti i lavori successivi del regista italoamericano).
Nell'estate del 1964 fa le prime esperienze come assistente alla regia nel cortometraggio SMILES di John G. Avildsen. Nel cortometraggio, interpretato da un giovanissimo Roy Scheider e da Melissa Mc Call, il nome di Scorsese è riportato nei titoli come "Marty Scorcese".
Il suo primo lungometraggio ha una gestazione complicata. Nel 1965, grazie ad un prestito della università di New York, inizia le riprese di un film intitolato Bring On the Dancing Girls, per poi lasciarle incompiute a causa di alcuni ostacoli nella produzione. Nel 1967, dietro consiglio del suo professore Haig Manoogian, riprende a lavorare al film, girando in 16 mm e intitolandolo I Call First. Dopo aver aggiunto una sequenza erotica, dietro consiglio del produttore, Scorsese fa uscire il film nel 1969, con il titolo definitivo Chi sta bussando alla mia porta. Il film è interpretato da Harvey Keitel alla prima collaborazione col regista insieme alla produttrice Barbara De Fina e la montatrice Thelma Schoonmaker, la quale monterà quasi tutti i film di Scorsese a venire.
Durante le vicissitudini di Chi sta bussando alla mia porta Scorsese viene chiamato a dirigere I killers della luna di miele, ma dopo una settimana di riprese viene sostituito da Leonard Kastle. Nel 1970 partecipa alla realizzazione del film documentario Woodstock, come assistente alla regia e come supervisore del montaggio. Lo stesso anno dirige il documentario militante Street Scenes 1970, riguardante le manifestazioni contro la guerra del Vietnam.
Agli inizi degli anni settanta lascia New York per Hollywood, ed entra nella factory di Roger Corman. Il primo lavoro che riceve una vasta distribuzione viene prodotto proprio dalla American International Pictures di Roger Corman: America 1929 - Sterminateli senza pietà (1972), con Barbara Hershey e David Carradine.

### I primi successi
Dopo aver girato America 1929, Corman propose a Scorsese di girare un altro film sullo stesso stile, ma il regista rifiutò fermamente per poter girare un film al quale pensava da oltre sei anni: Mean Streets - Domenica in chiesa, lunedì all'inferno, girato con la stessa troupe del film precedente. Scorsese riversò molte delle esperienze vissute da adolescente in questo suo film, attingendo a persone da lui conosciute per caratterizzare i protagonisti del film, prigionieri della Little Italy e incapaci di fuggire da quello che diventa sempre più un inferno in terra, sempre in bilico fra salvezza e peccato.
Nella pellicola vengono appurati quasi tutti i tratti stilistici connotativi del cinema di Scorsese: dal punto di vista umano, i protagonisti sono persone comuni e veri e propri antieroi emarginati; mentre dal punto di vista artistico Scorsese ricorre ad una fotografia cupa e claustrofobica, incentivata dalla regia sperimentale e dalla musica popolare (la colonna sonora include tra l'altro una versione della canzone napoletana Maruzzella); inoltre, spesso in gioco sul grande schermo ci sono degli opposti, come la religione e la vita dei gangster. Tra le altre cose il film segnò l'inizio della prolifica collaborazione con Robert De Niro, presentatogli da Brian De Palma, che diventerà per lungo tempo l'attore-feticcio di Scorsese e protagonista di alcuni dei suoi film più importanti.
Dopo aver subito alcune critiche, secondo le quali non avrebbe saputo girare film con protagonista una donna, nel 1974 realizzò Alice non abita più qui con Ellen Burstyn, la quale, per il suo ruolo, vinse il Premio Oscar alla Miglior attrice protagonista nel 1975.
Successivamente Scorsese gira il documentario Italoamericani (1974), che ha sempre dichiarato essere fra le preferite delle sue opere. Si tratta di una lunga intervista ai suoi genitori, che lancia uno sguardo sulla vita degli immigranti italiani a New York, in particolare nella Little Italy.

### I capolavori

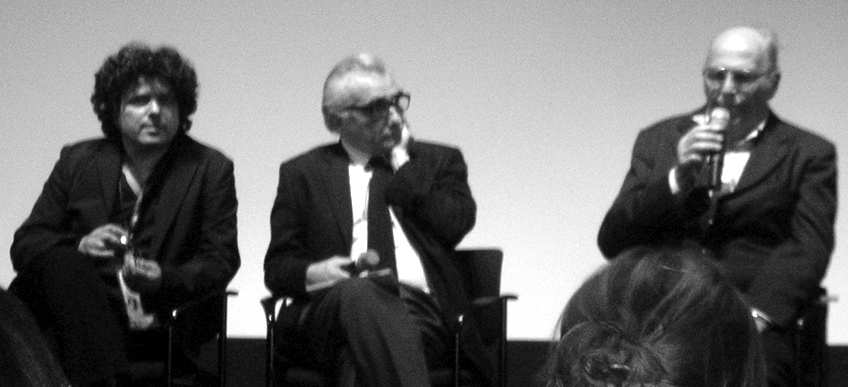
Da sinistra Salvo Cuccia, Martin Scorsese e Vittorio De Seta al Tribeca Festival 2005

Tornato alla sua amata New York, Scorsese viene colpito da una sceneggiatura scritta da Paul Schrader dal titolo Taxi Driver (1976), un'immersione nella mente distorta di un reduce dal Vietnam che non riesce a reinserirsi nella società a causa degli orrori vissuti durante la guerra; rappresentato come una discesa all'inferno è gran parte frutto del periodo di forte depressione vissuto da Schrader il quale ha riversato nella sceneggiatura tutte le sue ansie e insicurezze, portate in maniera cupa, nitida e sperimentale da Scorsese sullo schermo. Acclamato da critica e pubblico come un capolavoro fin dalla sua prima apparizione, è considerato uno dei film cardine della New Hollywood oltre che uno dei più disturbanti, radicali e rappresentativi dei cupi anni che stava passando non solo l'America ma gran parte del mondo occidentale, venendo all'unanimità considerato come uno dei più grandi film realizzati. Nel ruolo del protagonista fu scelto di nuovo Robert De Niro, e il film vinse la Palma d'oro al Festival di Cannes del 1976 aggiudicandosi anche quattro nomination ai Premi Oscar, lanciando il nome di Scorsese fra i registi più promettenti della sua generazione.
Successivamente Scorsese dedica alla propria città un intero film, New York, New York (1977), un musical che vede ancora Robert De Niro, affiancato da Liza Minnelli, nel ruolo di protagonista. Nonostante il progetto ambizioso e un cast in grande forma, questo film non ottenne un buon successo di pubblico, e venne addirittura considerato da molti un film non pienamente riuscito rispetto ai precedenti film del regista. Fu a causa di questo insuccesso che egli sprofondò in una grave forma di depressione che lo spinse all'abuso di droghe, stupefacenti e psicofarmaci.
Malgrado il peggiorare delle sue condizioni fisiche Scorsese realizza un documentario sull'ultima esibizione live del gruppo musicale The Band, ovvero L'ultimo valzer (1978) nel quale appaiono volti celebri come Muddy Waters, Bob Dylan, Van Morrison, Eric Clapton, Neil Young e molti altri. Il film riscosse un grande successo nei festival e tra gli amanti della musica, facendo risalire mediaticamente il nome di Scorsese, che però continuò a sprofondare sempre di più nella depressione fino al settembre 1978 quando fu ricoverato in ospedale, per un'emorragia interna a causa dell'abuso di stupefacenti.
Scorsese dopo una lunga convalescenza si riprese grazie all'amico Robert De Niro che gli propose di girare Toro scatenato (1980), la biografia del pugile italoamericano Jake LaMotta. Toro scatenato, girato per ragioni artistiche interamente in bianco e nero, divenne in breve un vero e proprio film cult, nel quale Scorsese riversò tutta la sua sofferenza realizzando il film che ha definito il suo stile radicale, aggiudicandosi due Premi Oscar, al miglior attore protagonista e al montaggio di Thelma Schoonmaker, e facendo uscire il regista dal limbo nel quale era precipitato. Toro scatenato è considerato tra le pietre miliari del cinema statunitense, inserito al quarto posto nella classifica dei migliori film statunitensi di tutti i tempi dall'American Film Institute.
Nello stesso anno di Toro scatenato il regista si sposa con Isabella Rossellini e fa un cameo nel film di Renzo Arbore Il pap'occhio, nella parte di un regista della televisione vaticana.
La coppia Scorsese-De Niro, però, non terminò ancora il sodalizio artistico ma diede vita ad un altro film, la commedia Re per una notte (1983), un ritratto impietoso degli atteggiamenti paradossali dettati dalla ricerca del successo nel mondo dello star system. Insuccesso sia di pubblico che di critica con gli anni è diventato un cult mantenendo inalterate le sue qualità di critica sociale e la sua profonda inquietudine celata sotto un'apparenza di commedia leggera.
Nel 1985 Scorsese gira un piccolo film indipendente fuori dai canoni con protagonista Griffin Dunne, Fuori orario. Segnato da un grottesco humour nero è una rappresentazione vicina all'incubo della vita notturna dei quartieri di New York, fra solitudine ed eccesso, che prende vita dall'avventura del protagonista che cerca in ogni modo di tornare alla sua abitazione, senza riuscire a fuggire dal quartiere nel quale è finito per una serie di equivoci. Definito da molti critici come kafkiano e cupamente gioioso, il film è uno dei più amati dagli ammiratori del regista e uno dei più inventivi, vincendo la Palma d'oro per la miglior regia al Festival di Cannes del 1986.

### Le controversie e il ritorno al successo
Nel 1986 Scorsese gira un film su commissione: Il colore dei soldi, con Paul Newman e Tom Cruise, sequel de Lo spaccone a 25 anni di distanza dal film originale. Il film frutta a Paul Newman l'Oscar al miglior attore ma viene generalmente considerato come uno dei film meno personali di Scorsese nonostante il grande successo di pubblico all'uscita al cinema.
Uno dei progetti che il regista sognava di fare fin dagli anni settanta era quello di fare un film sulla vita di Gesù basato sul libro L'ultima tentazione di Cristo di Nikos Kazantzakis, libro contestato dai religiosi più convinti per il suo descrivere Gesù come una divinità ma prima di tutto come un uomo, il quale più volte è sul punto di cedere alla tentazione di vivere come una persona normale e di rifiutare il destino predispostogli da Dio. Nel 1983 sembrava possibile fare il film, ma la Paramount rifiutò di produrlo a seguito delle polemiche da parte di associazioni cattoliche. Il sogno di Scorsese si avverò nel 1988 quando adattò per il grande schermo il romanzo a patto però di usare un budget modesto, il quale determinò una veloce realizzazione del film e un mancato completamento di tutte le intenzioni del regista. Il film che ne venne fuori provocò un grande scandalo: L'ultima tentazione di Cristo (1988), con Willem Dafoe nei panni di Cristo, fin dalle sue prime apparizioni sollevò forti proteste e minacce di boicottaggio, con picchetti dei cristiani davanti ai cinema. Tutto questo contribuì all'insuccesso del film. Il suo essere considerato come apocrifo e blasfemo mise in cattiva luce le vere qualità del film, come il regista ha dichiarato più volte: "Il mio film descrive Cristo come completamente divino e al tempo stesso completamente umano, solo così infatti la sua crocifissione ha un senso, se Gesù fosse solamente divino e non capace di provare le sensazioni di un uomo non proverebbe nessuna sofferenza nella crocifissione, e non avrebbe nessun valore per l'umanità. Il mio film è profondamente religioso e rispettoso della cristianità, ma non è stato capito". Malgrado la forte contestazione all'uscita, il film è diventato con gli anni un cult, ma soprattutto per merito della celebre colonna sonora composta da Peter Gabriel.
Nel 1987 dirige il videoclip di Bad, title track dell'omonimo album della popstar americana Michael Jackson, dalla durata di 18 minuti in una stazione della metropolitana di New York. Il cortometraggio all'epoca è il più costoso di sempre, con 2,2 milioni di dollari investiti per la sua realizzazione.
Nel 1989 Scorsese partecipa al film collettivo New York Stories, formato da tre episodi da circa quaranta minuti, diretti rispettivamente da Scorsese, Francis Ford Coppola e Woody Allen. I tre registi, famosi per aver ambientato gran parte dei loro film nella città di New York portano sullo schermo, ognuno col proprio stile, tre storie di vita nella grande mela. Malgrado i famosi nomi dei registi il film si rivelò un insuccesso sia di pubblico che di critica, la quale però sottolineò il valore dell'episodio girato da Scorsese, Lezioni dal vero, con protagonisti Nick Nolte e Rosanna Arquette.
Durante la lavorazione de Il colore dei soldi Scorsese lesse il romanzo Il delitto paga bene (Wiseguy) scritto da Nicholas Pileggi e basato sulla storia vera del gangster Henry Hill. Scorsese ne rimase fortemente colpito anche per le affinità con la sua infanzia nella Little Italy e nel 1990 lo portò sullo schermo con il titolo Quei bravi ragazzi (Goodfellas). Tornando a collaborare con Robert De Niro e Joe Pesci e scegliendo come protagonista il misconosciuto Ray Liotta il regista torna ad un grandissimo successo di pubblico e di critica. Scorsese introduce uno stile nevrotico e virtuoso mai visto prima, rileggendo completamente le regole dei film gangster e discostandosi nettamente dall'epopea classica raffigurata alla perfezione da Il padrino di Coppola. Scorsese, sfruttando tutto il proprio armamentario stilistico e i ricordi della sua infanzia, ha portato sullo schermo un film di eccessi e omicidi dettati dall'istinto animale dei protagonisti, inserendo una colonna sonora martellante fatta di pezzi rock che sono quasi sempre presenti in sottofondo al film e sincronizzati con le immagini. Joe Pesci vinse un Oscar come miglior attore non protagonista per la sua interpretazione del folle e crudele Tommy DeVito e Scorsese si guadagnò la terza nomination come miglior regista, dopo quelle per Toro scatenato e L'ultima tentazione di Cristo, vincendo, inoltre, il Leone d'argento per la regia al Festival di Venezia del 1990. Quei bravi ragazzi è considerato come uno dei migliori film gangster di sempre e compare costantemente nelle classifiche dei film preferiti di pubblico e critica.

### Dagli anni novanta al duemila: da De Niro a DiCaprio
Nel 1988 Scorsese firmò un contratto con la Universal Pictures nel quale in cambio della produzione de L'ultima tentazione di Cristo il regista avrebbe girato un film più commerciale. Nel 1991 tenne impegno al suo debito e realizzò Cape Fear - Il promontorio della paura, remake dell'omonimo film del 1962 con protagonista ancora una volta Robert De Niro, nel ruolo di un fanatico che perseguita un avvocato e la sua famiglia per averlo condannato al carcere per quattordici anni, a causa di uno stupro. Nonostante i toni più commerciali della pellicola Scorsese non rinuncia a inserire le proprie tematiche come le religiosità e il peccato anche in questo film, ottenendo un grande successo al box office ma al tempo stesso di critica, facendo guadagnare a De Niro la sua ultima nomination agli Oscar come miglior attore e lanciando la giovane Juliette Lewis.
Il successivo film di Scorsese, tratto dall'omonima opera Premio Pulitzer della scrittrice Edith Wharton, fu L'età dell'innocenza (1993), film al quale il regista pensava da anni e che realizzò scegliendo come protagonisti Michelle Pfeiffer, Daniel Day-Lewis e Winona Ryder. Il film, opera in costume ambientata alla fine dell'Ottocento nell'alta borghesia newyorkese, è connotato da una straordinaria ricchezza di dettagli visivi e da una profonda analisi dei rapporti amorosi dell'epoca, che denuncia l'ipocrisia e i perbenismi della borghesia stessa; infatti il film è uno dei pochi del regista dove la violenza non è esplicita ma sottotraccia, insita nei comportamenti della "società bene" di quel periodo, che non tollerava deroghe alle leggi non scritte della moralità.
Nel 1995 Scorsese esce nei cinema con un nuovo film dalle connotazioni gangster: Casinò, basato su una storia vera e adattato per lo schermo insieme a Nicholas Pileggi, con protagonisti Sharon Stone, Robert De Niro e Joe Pesci, epopea di quasi tre ore sulla nascita e il declino delle bande criminali a Las Vegas dagli anni settanta in poi, oltre che analisi dei sogni di gloria andati in fumo dei protagonisti Sam Rothstein e Nicky Santoro, sia per l'eccesso di denaro e stupefacenti che logorarono sempre di più i loro ritmi di vita, sia per la comune storia amorosa con l'attraente Ginger. Ambientato a Las Vegas, il film ha delle connotazioni fredde, a sottolineare la distorsione provocata dal denaro sui protagonisti del film, straniamento accentuato dalla violenza disturbante e diretta del film, tanto che Scorsese arrivò a dichiarare che non avrebbe mai più girato un film così truculento. Nello stesso anno, Scorsese riceve il prestigioso Leone d'oro alla carriera al Festival di Venezia.
Sul finire degli anni novanta Scorsese realizzò due film che furono un insuccesso di pubblico ma che ricevettero comunque ottimi consensi dalla critica; il primo è Kundun del 1997, dedicato alla vita e all'esilio del Dalai Lama, mentre è del 1999 il film Al di là della vita, basato sulla cupa sceneggiatura di Paul Schrader col quale Scorsese ha realizzato i propri film più disturbanti, come Taxi Driver e L'ultima tentazione di Cristo. Il protagonista del film è Nicolas Cage nel ruolo di un paramedico sull'orlo di una crisi nervosa, il quale ha visioni delle persone morte che non è riuscito a salvare in tempo. Con l'avvento degli anni 2000 inizia il sodalizio artistico con Leonardo DiCaprio, il più significativo nella carriera del regista insieme a quello con Robert De Niro. Tale sodalizio porta alla realizzazione di nuove importanti pellicole, che diventano i più grandi successi di Scorsese al botteghino e lo conducono a vincere l'Oscar nel 2007.

### I due colossal e l'Oscar del 2007

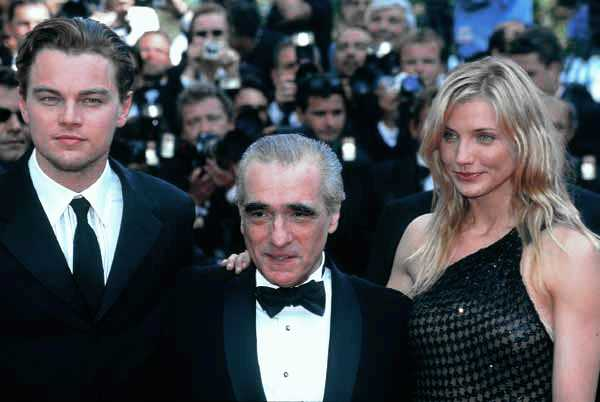
Martin Scorsese al centro tra Leonardo DiCaprio e Cameron Diaz a Cannes nel 2002

Fin dai tempi di Mean Streets Scorsese stava lavorando insieme al suo amico Jay Cocks su una storia ambientata a New York nella metà dell'Ottocento, che narrasse la nascita dell'America moderna basata su sangue e violenza, caratteristica che seppur addomesticata sarebbe rimasta evidente nei quartieri frequentati da giovane dal regista. Più volte sul punto di essere realizzato e annullato all'ultimo per problemi di budget, il kolossal ha finalmente preso vita nel 2000 quando cominciano le riprese, ed esce nel 2002 dopo varie vicissitudini col titolo di Gangs of New York. Girato quasi interamente nei maestosi set di Cinecittà, definito da Scorsese stesso come uno degli ultimi grandi kolossal realizzabili in studio, prima della totale supremazia del cinema digitale. Ridotto a quasi tre ore rispetto alle otto ore originali, il film ha incontrato problemi in produzione esaurendo il budget quando ancora dovevano essere terminate le riprese, costringendo Scorsese e una piccola parte della troupe a girare in grande velocità senza più gli attori principali sul set, e incontrò parecchie problematiche anche in fase di montaggio. Il risultato del film è un'epopea epica, violenta e analizzatrice degli istinti degli uomini che hanno forgiato l'America, nata e cresciuta su violente battaglie fra bande per la supremazia sul territorio. Il film è la prima collaborazione fra Scorsese e Leonardo DiCaprio, oltre che seconda collaborazione del regista con Daniel Day-Lewis. Guadagnandosi dieci nomination agli Oscar non ne vinse nemmeno uno, sancendo comunque un ritorno di Scorsese a grandi produzioni.
Nel 2004 è la volta di The Aviator, film basato sulla vita della leggenda di Hollywood Howard Hughes, per il quale il protagonista Leonardo DiCaprio ha vinto il Golden Globe come miglior attore e Cate Blanchett l'Academy Award come migliore attrice non protagonista. Anche in questo caso si è trattato di una produzione imponente, costato 110 milioni di dollari, ad oggi il film più costoso di Scorsese, premiato con 5 Oscar, di cui 4 in categorie tecniche: miglior fotografia (Robert Richardson), miglior montaggio (Schoonmaker), miglior scenografia (Ferretti-Lo Schiavo), migliori costumi (Sandy Powell). Il film scarnifica la vita di Hughes mostrando tutte le sue paure e ossessioni, come il disturbo ossessivo-compulsivo, esibendo le sue manie di grandezza molte volte irrazionali, ma senza criticarle o elogiarle, mostrando come una persona capace di grandi cose non riesca a capire quando fermarsi, e volando troppo in alto finisce per bruciarsi, proprio come il protagonista del film.
Nel 2006 Scorsese torna a realizzare un film gangster, ma ambientato stavolta nel mondo della criminalità irlandese-americana di Boston: The Departed, remake del film di Hong Kong del 2002 Infernal Affairs. Il film gioca sul ruolo dei due protagonisti, Leonardo DiCaprio, un poliziotto infiltrato nella cosca mafiosa di Frank Costello (interpretato da Jack Nicholson) e Matt Damon, viceversa, un infiltrato nella polizia che riferisce a Costello in anticipo le mosse delle forze dell'ordine. Per questo lavoro Scorsese riceve il suo primo Oscar come miglior regista e la pellicola viene premiata anche come miglior film, sceneggiatura non originale (a William Monahan) e montaggio (sempre alla Schoonmaker).
Nel 2005 e 2008 Scorsese realizza anche due documentari musicali, rispettivamente No Direction Home, dedicato a Bob Dylan, e nel 2008 Shine a Light, dedicato ai Rolling Stones.

### Gli anni 2010
Il 17 gennaio 2010 Scorsese riceve il Golden Globe alla carriera e nello stesso anno esce nelle sale la quarta collaborazione fra il regista e Leonardo DiCaprio: Shutter Island, un thriller psicologico tratto dall'omonimo romanzo di Dennis Lehane pubblicato nel 2003. Nel film il protagonista, l'agente dell'F.B.I. Teddy Daniels, interpretato da Leonardo DiCaprio, si trova ad affrontare, durante un'indagine in un inquietante ospedale psichiatrico, le sue paure e i suoi traumi irrisolti. La pellicola è un'occasione per Scorsese di cimentarsi in un film di genere al confine fra horror e thriller, sposando la sceneggiatura alla propria padronanza registica.
Nel 2011 Scorsese dirige Hugo Cabret, tratto dal romanzo La straordinaria invenzione di Hugo Cabret di Brian Selznick. Si tratta del primo film di Scorsese girato in 3D, scelta fatta completamente dal regista che ha cercato di utilizzare il potenziale di questa nuova tecnologia al massimo, tant'è che anche nell'edizione Home video il film è uscito nello stesso formato, con abbinati gli appositi occhialini stereoscopici. I due giovani protagonisti sono Asa Butterfield, Chloë Grace Moretz, perseguitati da un cinico e grottesco Sacha Baron Cohen. Il film ottiene ottimi consensi da parte della critica cinematografica, permettendo al regista di guadagnarsi il suo terzo Golden Globe come migliore regista e conquistando undici candidature al premio Oscar vincendone cinque. Nello stesso anno è uscito il suo documentario Living in the Material World, un'incursione nella vita di George Harrison, famoso chitarrista dei Beatles, ed ha collaborato al restauro del capolavoro di Sergio Leone C'era una volta in America, restauro commissionatogli dagli eredi dello stesso Leone.
Il sodalizio con Leonardo DiCaprio continua con l'adattamento cinematografico di The Wolf of Wall Street, tratto dal libro omonimo e autobiografico di Jordan Belfort. Un ritorno allo stile di Quei bravi ragazzi per un'analisi del mondo degli yuppies di fine anni ottanta, fra eccessi dettati dal denaro, dal sesso e dalla droga. Il film fa vincere a DiCaprio il secondo Golden Globe (nella categoria Miglior attore per film musical o commedia) e totalizza cinque nomination agli Oscar nelle categorie principali.
Nel 2015, viene ufficializzato che il prossimo film di Scorsese sarà Silence, adattamento del romanzo Silenzio, di Shūsaku Endō, sul quale stava lavorando da vent'anni; le riprese inizieranno a fine gennaio. La storia, ambientata nel XVII secolo, narra di due padri gesuiti mandati in Giappone per indagare sulle persecuzioni ai danni dei cristiani.
Il 26 settembre 2018 ottiene la cittadinanza italiana dopo aver formulato la richiesta nel 2005.
Nel 2019 esce The Irishman, con protagonisti Robert De Niro, Joe Pesci e Al Pacino, prodotto da Netflix.

### Gli anni 2014-2015
Scorsese ha svolto il ruolo di produttore esecutivo di Revenge of the Green Dragons, diretto da Andrew Lau (già regista di Infernal Affairs, film che ha ispirato The Departed). Scorsese ha annunciato che il suo biopic su Frank Sinatra, pianificato da molto tempo, è in cantiere, con Leonardo DiCaprio nel ruolo del cantante, con Jennifer Lawrence nel ruolo della seconda moglie Ava Gardner, e con Phil Alden Robinson come sceneggiatore. In un'intervista per promuovere Hugo Cabret con Mark Kermode e Simon Mayo sul loro podcast della BBC, Scorsese ha menzionato il fatto che sta lavorando su una serie TV sulla storia dell'industria del rock. Un remake per la TV di Gangs of New York è in sviluppo.
Uno dei prossimi documentari di Scorsese, per la rete HBO, si incentrerà sull'ex presidente Bill Clinton. "Una figura imponente che rimane una delle voci principali nei problemi del mondo, il Presidente Clinton continua a plasmare il dialogo politico sia qui che in giro per il mondo", ha dichiarato Scorsese. "Attraverso conversazioni intime, spero di fornire maggiore comprensione di questa figura trascendentale". Nel gennaio 2015, la lavorazione al progetto è stata bloccata, a causa di alcune incomprensioni tra Scorsese e Clinton.
Sebbene Scorsese avesse scelto di girare Hugo Cabret in digitale in quanto era fotografato in 3D, The Wolf of Wall Street era inizialmente programmato per essere girato in digitale, nonostante fosse 2D. Thelma Schoonmaker ha espresso la sua delusione al riguardo, dichiarando, "Sembrerebbe che abbiamo perso la battaglia. Penso che Marty senta che sia sfortunatamente oltre, e che non ci sia un campione dei film più grande di lui." Dopo degli estesi test di confronto durante la pre-produzione, alla fine la maggior parte del film è stata girata in pellicola, mentre le scene con il green screen o con scarsa illuminazione sono state girate con l'Arri Alexa. Il film contiene 400-450 scene con effetti visivi.
Nell'agosto 2014 è stato annunciato che è in sviluppo un biopic sulla famosa band punk rock Ramones, con Scorsese coinvolto nel progetto. Nell'ottobre 2014 è stato annunciato che Scorsese produrrà un documentario, ancora senza nome, sui Grateful Dead, diretto da Amir Bar-Lev. I membri sopravvissuti Bob Weir, Mickey Hart, Bill Kreutzmann e Phil Lesh hanno acconsentito a farsi intervistare per il documentario.

## Vita privata
Scorsese si è sposato cinque volte. Nel 1965 ha sposato Laraine Brennan con cui era legato dai tempi dell'Università. Dal loro matrimonio è nata una figlia, Cathy, nata nello stesso anno; i due divorziarono nel 1971. Nel 1975 ha sposato l'insegnante e sceneggiatrice Julia Cameron, da cui ha avuto una figlia, Domenica, nata nel 1976; i due divorziarono nel 1977, quando la loro figlia aveva solo 5 mesi. Dal 1979 al 1982 è stato sposato con l'attrice Isabella Rossellini e dal 1985 al 1991 con la produttrice Barbara De Fina. Dal 1999 è sposato con la produttrice Helen Morris da cui ha avuto, nello stesso anno, la figlia Francesca.
Ha avuto anche una relazione con l'attrice Illeana Douglas dal 1989 al 1997.
Originario di una famiglia di cattolici praticanti, da giovane è stato chierichetto ed è entrato perfino in seminario per un certo tempo. Dopo un periodo di dubbio e allontanamento dalla fede, in età adulta si è riavvicinato al Cattolicesimo, coltivando un'amicizia decennale con padre Antonio Spadaro. La sua infanzia è stata segnata dalla tensione tra la bellezza della liturgia e la violenza del quartiere in cui viveva a New York, vissuta prevalentemente "alla finestra" a causa di una forma di asma.

## Sodalizio con Robert De Niro
Scorsese ha collaborato spesso con Robert De Niro, realizzando ben undici film e un cortometraggio col celebre attore. Dopo che gli venne presentato agli inizi degli anni '70 dall'amico in comune Brian De Palma, Scorsese scelse De Niro per un ruolo nel film Mean Streets - Domenica in chiesa, lunedì all'inferno del 1973. Tre anni dopo, l'attore recitò in Taxi Driver, stavolta come protagonista, e lavorò nuovamente con Scorsese nel 1977 con New York, New York, film che si rivelò un flop. Ciononostante, il loro sodalizio continuò anche negli anni ottanta, quando il duo realizzò Toro scatenato, che fu un grande successo dando anche un Oscar a De Niro, e Re per una notte. Negli anni novanta De Niro ha recitato in Quei bravi ragazzi, uno dei film più apprezzati della coppia, in Cape Fear - Il promontorio della paura e in Casinò. I due hanno anche prestato le loro voci per due personaggi principali del film d'animazione Shark Tale, del 2004. Nel 2015 esce The Audition, cortometraggio con De Niro, Leonardo DiCaprio e Brad Pitt nei panni di loro stessi: il lavoro è in realtà un divertente spot per due nuovi casinò, Studio City (in Cina) e City of Dreams Manila (nelle Filippine). Scorsese e De Niro sono tornati a lavorare insieme sul set per il film-fiume The Irishman, il film è stato presentato in anteprima il 27 settembre 2019 al New York Film Festival, e ha avuto una distribuzione limitata nei cinema statunitensi da parte di Netflix a partire dal 1º novembre 2019. In Italia, dopo la proiezione in anteprima alla Festa del Cinema di Roma 2019 il 21 ottobre, è stato portato nelle sale italiane dal 4 al 6 novembre 2019 (in alcuni casi la distribuzione è stata prolungata fino al 21 novembre), per poi essere reso disponibile su Netflix dal 27 novembre dello stesso anno, in contemporanea con gli Stati Uniti. Il regista dirige per l'undicesima volta De Niro nel film Killers of the Flower Moon, uscito nel 2023.

## Sodalizio con Leonardo DiCaprio
Mentre le strade di De Niro e Scorsese si dividono per alcuni anni, Martin conosce Leonardo DiCaprio in occasione del casting per Gangs of New York, grandioso kolossal storico che non riscuote il successo economico sperato ma dà il via a un nuovo sodalizio. Il regista newyorkese, infatti, sceglie DiCaprio per quattro dei sei lavori successivi: The Aviator (2004), con cui entrambi sfiorano l'Oscar, The Departed - Il bene e il male (2006), che trionfa alla cerimonia dell'Academy del 2007, Shutter Island (2010) e The Wolf of Wall Street (2013); con il primo e il quarto DiCaprio vince il Golden Globe; in generale, man mano che i due collaborano, i loro film ottengono incassi sempre più alti. La coppia si ritrova poi insieme per il cortometraggio The Audition, in cui DiCaprio e De Niro, nei panni di loro stessi, si contendono il ruolo da protagonista in un fantomatico nuovo film di Scorsese. Anni dopo, con Killers of the Flower Moon, il regista newyorkese dirige insieme i suoi due attori feticcio: il film è tratto dal libro Gli assassini della terra rossa ma ne riscrive il punto di vista scegliendo di anteporre i due protagonisti della storia all'indagine dell'FBI sul massacro della tribù degli Osage.

## Film preferiti

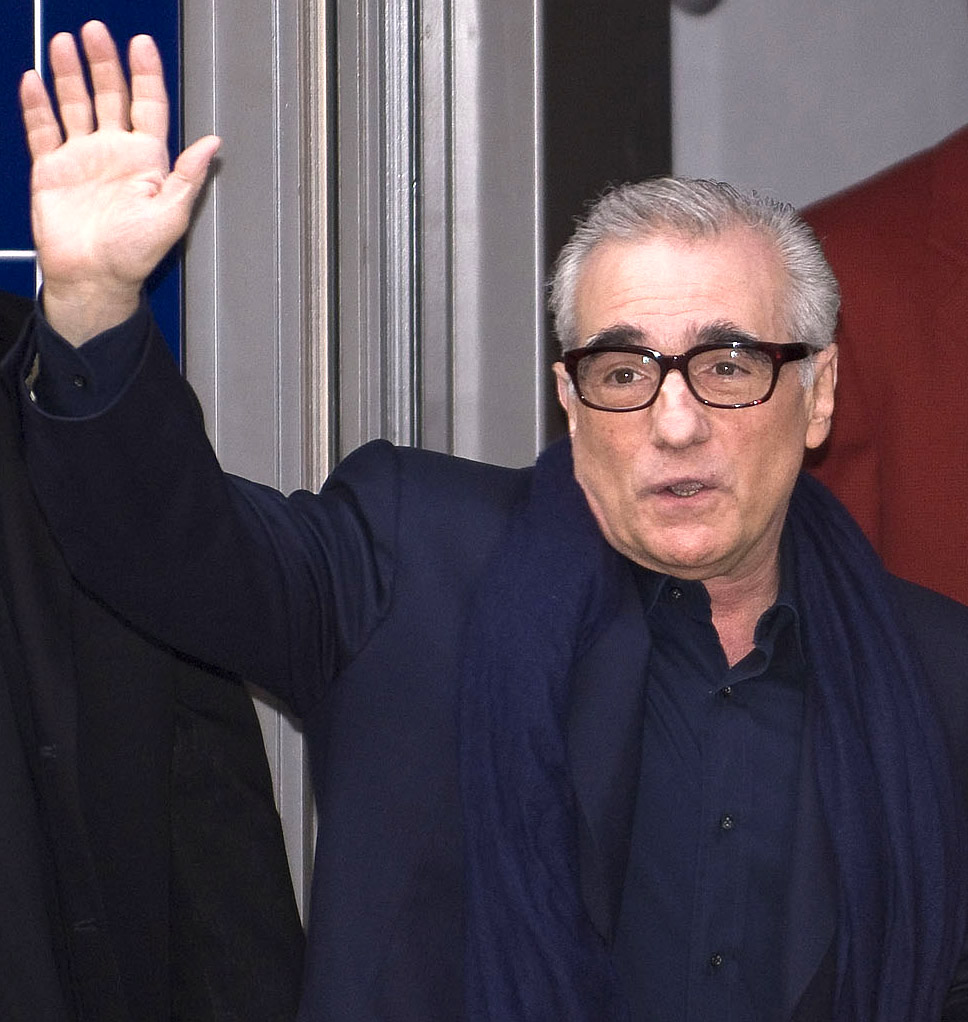
Martin Scorsese al Festival di Berlino 2008

Nel 2022 la rivista Sight & Sound ha lanciato un sondaggio, che si ripete ogni 10 anni per decretare il miglior film di tutti i tempi, nel quale ai più grandi registi contemporanei viene chiesto di scegliere 10 film tra i loro preferiti. Scorsese scelse in realtà 15 titoli:
1. 2001: Odissea nello spazio (2001: A Space Odissey), regia di Stanley Kubrick (1968)
2. 8½, regia di Federico Fellini (1963)
3. Cenere e diamanti (Ashes and Diamonds), regia di Andrzej Wajda (1958)
4. Quarto potere (Citizen Kane), regia di Orson Welles (1941)
5. Il diario di un curato di campagna (Journal d'un curé de campagne), regia di Robert Bresson (1951)
6. Vivere (Ikiru), regia di Akira Kurosawa (1952)
7. Il Gattopardo, regia di Luchino Visconti (1963)
8. Ordet - La parola (Ordet), regia di Carl Theodor Dreyer (1955)
9. Paisà, regia di Roberto Rossellini (1946)
10. Scarpette rosse (The Red Shoes), regia di Michael Powell e Emeric Pressburger (1948)
11. Il fiume (The River), regia di Jean Renoir (1951)
12. Salvatore Giuliano, regia di Francesco Rosi (1962)
13. Sentieri selvaggi (The Searchers), regia di John Ford (1956)
14. I racconti della luna pallida d'agosto (Ugetsu Monogatari), regia di Kenji Mizoguchi (1953)
15. La donna che visse due volte (Vertigo), regia di Alfred Hitchcock (1958)

## Doppiatori italiani
Nelle versioni in italiano dei film in cui ha recitato, Martin Scorsese è stato doppiato da:
- Marco Mete in Indiziato di reato - Guilty by Suspicion, Quiz Show, The Studio
- Gianfranco Bellini in Taxi Driver
- Claudio Fattoretto in Re per una notte
- Dario Penne in Sogni
- Diego Reggente in Cerca e distruggi
- Giorgio Lopez in Curb Your Enthusiasm
- Dante Biagioni in Hugo Cabret
- Luca Biagini in Fran Lebowitz - Una vita a New York
- Roberto Fidecaro in Killers of the Flower Moon

Da doppiatore è sostituito da:
- Renato Izzo in Il colore dei soldi
- Marco Mete in Shark Tale

## Pubblicazioni
- M. Scorsese, The Age of Innocence: the shooting script
- M. Scorsese, Gangs of New York: making the movie
- M. Scorsese, A personal journey with Martin Scorsese through American Movies
- Martin Scorsese, Il bello del mio mestiere: Scritti sul cinema [Mes plaisirs de cinéphile. Textes, entretiens, filmographie], collana Minimum Fax Cinema n.s; 2, traduzione di Andreina Lombardi Bom, Roma, minimum fax, 2013, ISBN 978-88-7521-561-3.

## Riconoscimenti
- Premio Oscar

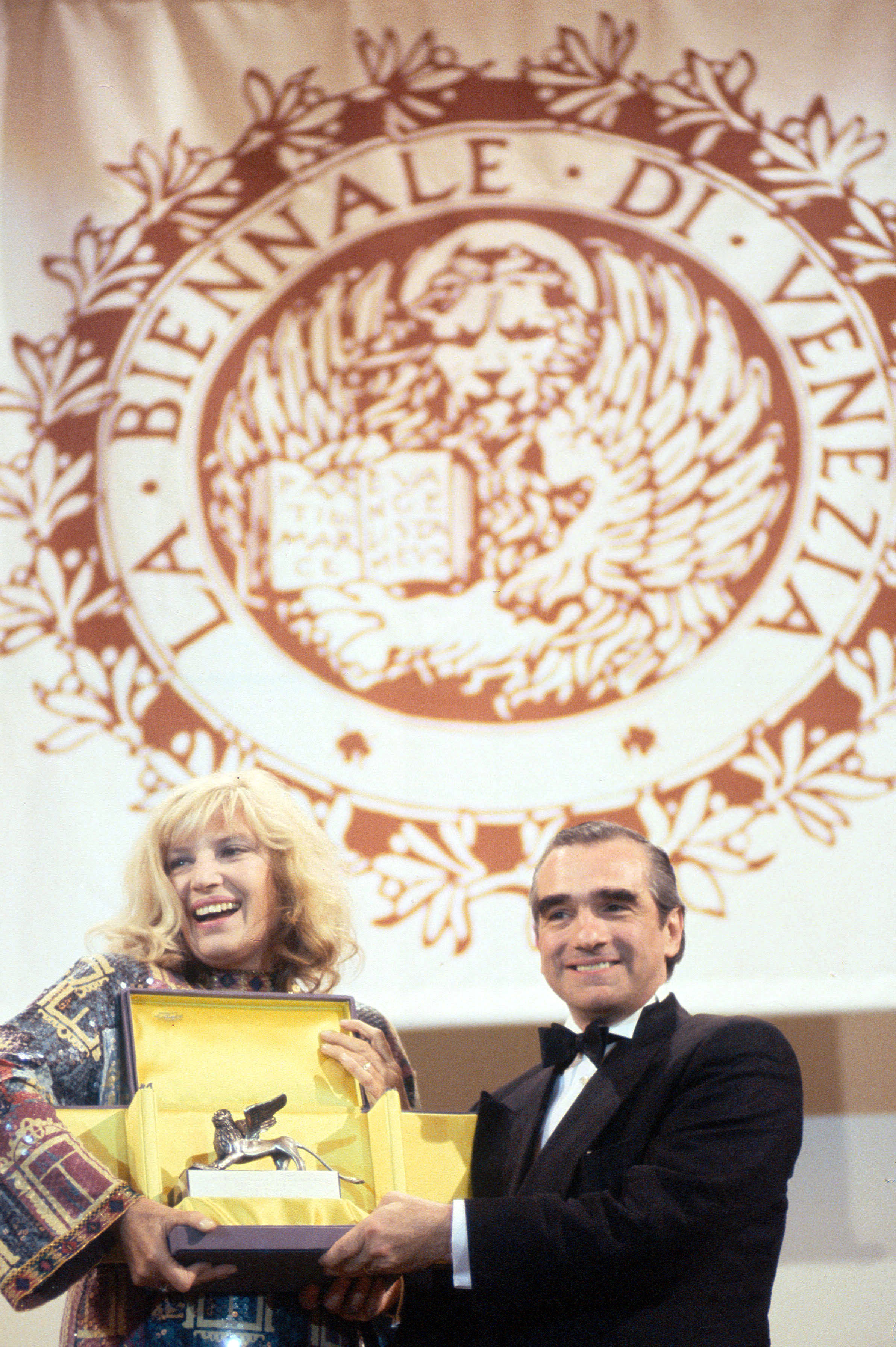
Martin Scorsese riceve da Monica Vitti il Leone d'oro alla carriera alla 52ª Mostra internazionale d'arte cinematografica di Venezia del 1995

  - 1981 – Candidatura al miglior regista per Toro scatenato
  - 1989 – Candidatura al miglior regista per L'ultima tentazione di Cristo
  - 1991 – Candidatura al miglior regista per Quei bravi ragazzi
  - 1991 – Candidatura alla miglior sceneggiatura non originale per Quei bravi ragazzi
  - 1994 – Candidatura alla miglior sceneggiatura non originale per L'età dell'innocenza
  - 2003 – Candidatura al miglior regista per Gangs of New York
  - 2005 – Candidatura al miglior regista per The Aviator
  - 2007 – Miglior regista per The Departed - Il bene e il male
  - 2012 – Candidatura al miglior film per Hugo Cabret
  - 2012 – Candidatura al miglior regista per Hugo Cabret
  - 2014 – Candidatura al miglior film per The Wolf of Wall Street
  - 2014 – Candidatura al miglior regista per The Wolf of Wall Street
  - 2020 – Candidatura al miglior film per The Irishman
  - 2020 – Candidatura al miglior regista per The Irishman
  - 2024 – Candidatura al miglior film per Killers of the Flower Moon
  - 2024 – Candidatura al miglior regista per Killers of the Flower Moon

- Golden Globe
  - 1981 – Candidatura al miglior regista per Toro scatenato
  - 1991 – Candidatura al miglior regista per Quei bravi ragazzi
  - 1991 – Candidatura alla miglior sceneggiatura per Quei bravi ragazzi
  - 1994 – Candidatura al miglior regista per L'età dell'innocenza
  - 1996 – Candidatura al miglior regista per Casinò
  - 2003 – Miglior regista per Gangs of New York
  - 2005 – Candidatura al miglior regista per The Aviator
  - 2007 – Miglior regista per The Departed - Il bene e il male
  - 2010 – Golden Globe alla carriera
  - 2012 – Miglior regista per Hugo Cabret
  - 2020 – Candidatura al miglior regista per The Irishman
  - 2024 – Candidatura al miglior regista per Killers of the Flower Moon
  - 2024 – Candidatura alla miglior sceneggiatura per Killers of the Flower Moon

- BAFTA
  - 1976 – Candidatura al miglior regista per Alice non abita più qui
  - 1977 – Candidatura al miglior regista per Taxi Driver
  - 1984 – Candidatura al miglior regista per Re per una notte
  - 1991 – Miglior film per Quei bravi ragazzi
  - 1991 – Miglior regista per Quei bravi ragazzi
  - 1991 – Miglior sceneggiatura non originale per Quei bravi ragazzi
  - 2003 – Candidatura al miglior regista per Gangs of New York
  - 2005 – Candidatura al miglior regista per The Aviator
  - 2007 – Candidatura al miglior regista per The Departed - Il bene e il male
  - 2012 – Candidatura al miglior regista per Hugo Cabret
  - 2014 – Candidatura al miglior regista per The Wolf of Wall Street
  - 2020 – Candidatura al miglior regista per The Irishman
  - 2024 – Candidatura al miglior film per Killers of the Flower Moon

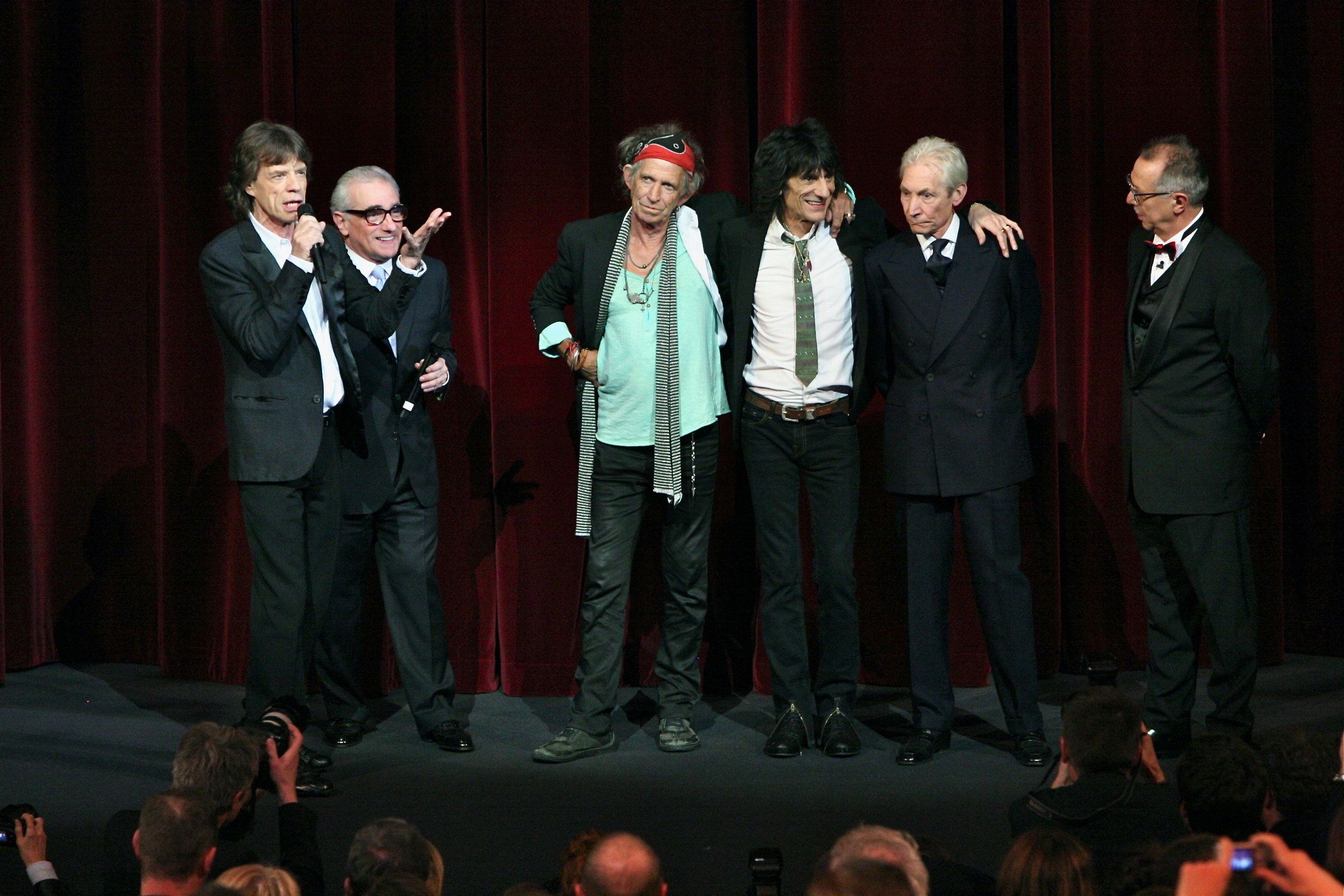
Martin Scorsese con i Rolling Stones alla prima di Shine a Light (2008)

- Nel novembre 2005 Scorsese ha ricevuto la Laurea honoris causa in cinema, televisione e produzione multimediale dalla Facoltà di lettere e filosofia dell'Università di Bologna
- Nel 2007 Scorsese è stato inserito nella lista delle "100 persone più Influenti al mondo" della rivista Time.
- Ad agosto 2007 Scorsese è stato nominato il secondo più grande regista di tutti i tempi da un sondaggio della rivista Total Film, prima di Steven Spielberg e dopo Alfred Hitchcock.
- Nel 2007 Scorsese è stato onorato dalla National Italian American Foundation (N.I.A.F) al trentaduesimo Anniversary Gala. Durante la cerimonia, Scorsese ha contribuito al lancio dell'Istituto N.I.A.F Jack Valenti, che provvede al supporto degli studenti italiani di cinema negli USA, in memoria dell'ex membro del consiglio fondatore ed ex presidente della Motion Picture Association of America (M.P.A.A). Jack Valenti. Scorsese ha ricevuto il riconoscimento da Mary Margaret Valenti, vedova di Valenti. Alcuni pezzi di materiali dei film di Scorsese e sue carte personali sono contenuti negli archivi della Wesleyan University, ai quali gli studenti e gli esperti di media possono avere totale accesso.
- Nel 2011 Scorsese ha ricevuto un dottorato onorario dalla Scuola Nazionale di Cinema, Televisione e Teatro Leon Schiller di Łódź. Alla cerimonia di premiazione Scorsese ha dichiarato, "Sento come se facessi parte di questa scuola e l'avessi frequentata" onorando i film di Wajda, Munk, Has, Polański e Skolimowski.
- King Missile ha scritto Martin Scorsese in suo onore.
- Nel 2013 la National Endowment for the Humanities scelse Scorsese per la Jefferson Lecture, il più grande onore del governo federale degli USA in campo umanitario. È il primo regista a ricevere tale riconoscimento. Il riconoscimento, consegnatogli il 1º aprile 2013 al John F. Kennedy Center for the Performing Arts, era intitolato: "Persistenza della Visione: Leggere il Linguaggio del Cinema".
- Il 7 ottobre 2024 viene insignito del premio "Stella della mole" a Torino